# Doratonotus megalepis
Doratonotus megalepis Günther, 1862, unica specie del genere Doratonotus, è un pesce di acqua salata appartenente alla famiglia Labridae.

## Habitat e Distribuzione
Proviene dalle barriere coralline dell'oceano Atlantico; in particolare è stato localizzato nel Golfo del Messico, sulle coste del Brasile e degli Stati Uniti, in particolare della Florida, e da São Tomé. Si trova nei luoghi ricchi di vegetazione acquatica, come le praterie di fanerogame marine, a profondità non troppo elevate.

## Descrizione
Presenta un corpo compresso lateralmente, non particolarmente alto, con però una testa dal profilo allungato. Gli esemplari maschili sono più grossi, ma comunque non superano i 10 cm. Le pinna caudale ha il bordo arrotondato, la pinna dorsale ha una forma frastagliata con i primi raggi più allungati. La livrea non è molto sgargiante, ma permette di distinguere i giovani dagli adulti, quindi essendo questo pesce ermafrodita i maschi dalle femmine, perché i primi hanno una colorazione più intensa. La colorazione è prevalentemente marrone-verdastra, con funzione mimetica, e con una macchia violacea sull'opercolo.

## Biologia

### Comportamento
Questa specie, grazie alla sua colorazione e alla forma del corpo, si mimetizza molto bene tra le alghe, quindi nonostante sia una specie comune viene difficilmente notata.

### Riproduzione
È un pesce oviparo ed ermafrodita, gli esemplari maschili sono più grandi delle femmine. Le uova vengono deposte tra metà maggio e agosto, e non ci sono cure né verso di esse né verso gli avannotti.

## Conservazione
Questa specie è stata classificata come "a rischio minimo" (LC) dalla lista rossa IUCN perché è abbastanza comune anche se può essere minacciata dal deterioramento del suo habitat. In Brasile la sua pesca per l'acquariofilia è stata regolamentata.